# 多良木站
多良木站（日语：／ Taragi eki */?）位於熊本縣球磨郡多良木町大字多良木，由球磨川鐵道所經營、湯前線沿線的有人鐵路車站，也是多良木町的中心車站。

## 車站構造
岸式1面1線之地上站。平日為多良木高中學生通學利用。
站舍於1997年改建。有人車站，在站舍下設有電話亭。
以前為相對式2面2線的月台，在平交道上往人吉方面的軌道旁尚留存舊的月台。

## 車站週邊
多良木町中心市街地帶、較多商店和住宅。本站南側約200公尺距離是國道219號。國道上有產交巴士的多良木公車站。
- 站前的花海公園 - 站前小廣場。
- 多良木物產館 - 車站右邊。
- 多良木溫泉中心 - 站北側步行1分鐘經過平交道。
- 多良木町立多良木中學
- 多良木町公所 - 本站約500公尺。
- 多良木町民體育館
- 吉田家具
- Osada（オサダ）多良木店
- 多良木幼稚園
- Yume Mart（ゆめマート）多良木店
- Sunrodo（サンロード）多良木店
- 熊本縣立多良木高級中學
- 國道219號
- 太田家住宅（國家指定重要文化財）- 站東方約2.5km。相良家家臣太田家的民房被認為是江戶時代末期的建築。

## 歷史
- 1924年3月30日　設立。
- 1987年4月1日 - 國鐵分割民營化後成為九州旅客鐵道（JR九州）轄下的車站。
- 1989年10月1日 - 湯前線交由球磨川鐵道營運。

## 相鄰車站
球磨川鐵道
湯前線
公立醫院前－多良木－東多良木

## 關連項目
- 日本鐵路車站列表

## 外部連結
- 球磨川鐵道各站資訊（页面存档备份，存于）（日語）